# صندوق المناخ الأخضر
صندوق المناخ الأخضر (بالإنجليزية: Green Climate Fund)‏، هو صندوق أنشئ في اتفاقية الأمم المتحدة الإطارية بشأن التغير المناخي ككيان تشغيل للآلية المالية لمساعدة البلدان النامية في ممارسات التكيف والتخفيف لمواجهة تغير المناخ. يقع الصندوق الرئيسي في إنتشون في كوريا الجنوبية. يحكمه مجلس مكون من 24 عضوًا وتدعمه أمانة عامة. تأسس في عام 2010.
يدعم الصندوق المشاريع والبرامج والسياسات والأنشطة الأخرى المتعلقة بالاقتصاد الأخضر في البلدان النامية الأطراف. من المفترض أن يكون صندوق المناخ الأخضر محور الجهود المبذولة لرفع التمويل المناخي بموجب اتفاقية الأمم المتحدة الإطارية بشأن تغير المناخ.